# 帯広市立若葉小学校
帯広市立若葉小学校（おびひろしりつ わかばしょうがっこう）は、北海道帯広市に所在する公立小学校。

## 児童数
- 児童数 - 497人
  - 1年生 - 73人
  - 2年生 - 79人
  - 3年生 - 98人
  - 4年生 - 86人
  - 5年生 - 73人
  - 6年生 - 88人
  - 特別支援学級（内数）- 53人

2020年（令和2年）5月1日現在

## 進学先中学校
- 帯広市立帯広第八中学校

2016年（平成28年）5月1日現在